# Diadiplosis floridana
Diadiplosis floridana är en tvåvingeart som beskrevs av Ephraim Porter Felt 1915. Diadiplosis floridana ingår i släktet Diadiplosis och familjen gallmyggor.
Artens utbredningsområde är Florida. Inga underarter finns listade i Catalogue of Life.